# Bruce Armstrong
Bruce Charles Armstrong (* 7. September 1965 in Miami, Florida) ist ein ehemaliger US-amerikanischer American-Football-Spieler auf der Position des Offensive Tackles. Er spielte in seiner gesamten Karriere für die New England Patriots in der National Football League (NFL).

## Frühe Jahre
Armstrong ging auf die Miami Central Senior High School. Später besuchte er die University of Louisville, wo er für das Collegefootballteam als Offensive Tackle auflief.

## NFL
Armstrong wurde im NFL-Draft 1987 in der ersten Runde an 23. Stelle von den New England Patriots ausgewählt. Armstrong spielte bis zur Saison 2000 für die Patriots und absolvierte insgesamt 212 Spiele für das Franchise. Er wurde sechsmal in den Pro Bowl gewählt (1990, 1991, 1994, 1995, 1996, 1997). Nach seinem Karriereende wurde seine Rückennummer 78 nicht mehr vergeben und er wurde 2001 in die New England Patriots Hall of Fame aufgenommen.

## Persönliches
Bruce Armstrong ist verheiratet mit Melinda Yvette Armstrong und hat zwei Kinder.